# 施方济
圣施方济（Francisco Diaz del Rincon, OP，1713年10月12日—1748年10月28日）西班牙道明会传教士、中华殉道圣人。
1713年10月12日，施方济生於西班牙埃西哈一个贫穷的家庭。父母是胡安·迪亚兹·费尔南德斯和伊莎贝尔·玛丽亚·林康。出生后的第二天就受洗。他幼时即想去中国传教，1730年在家乡加入道明会。但不久就开始出现健康问题（包括眼睛），使得学习很困难。于是长上决定他只学习道德神学。
1736年，他来到马尼拉，转入玫瑰会省，又在那里晋升神父。他经澳门前往中国，1738年受差遣前往福建传教。他获准返回马尼拉，但决定留下传教。1746年，士兵们搜捕他。由于找不到他，就开始折磨天主教女教友，强迫她们说出他的藏身之处。然而，这并没有产生预期的结果。最后，施方济于1746年6月29日在福州被抓获入狱。在监狱中，他被施以酷刑，夹脚三十次，掌脸二十次，又烙印双颊，成为残废 。1748年10月28日，施方济在狱中被勒死。
1893年5月14日，教宗良十三世将其列为真福。2000年10月1日，教宗若望保禄二世将其列为中华殉道圣人。